# Trillium ludovicianum
Pour les articles homonymes, voir Trillium et Ludovicianum.
Espèce
Classification APG II (2003)
Trillium ludovicianum est une plante herbacée, vivace et rhizomateuse de la famille des Liliaceae (classification classique) ou des Melanthiaceae (classification APG II, 2003).

## Description
Cette plante du sud-est des États-Unis fleurit au printemps dans les forêts de pente le long des rivières. Les pétales de 3 à 5 cm sont verts, pourprés ou bicolores. Les feuilles ovales-lancéolées ont des taches souvent très décoratives. Le fruit est une baie pourprée.

## Aire de répartition
Centre du Mississippi et de la Louisiane.

## Sources
- Frederick W. Case, Jr. & Roberta B. Case, Trilliums, Timber Press, 1997  (ISBN 0-88192-374-5)